# Страхов, Борис Васильевич
Борис Васильевич Страхов (ок. 1795 — 27 февраля (11 марта) 1842, Москва)— московский купец первой гильдии, известный своей благотворительностью. Почётный гражданин Москвы.

## Биография
Получил минимальное образование, ограниченное элементарной грамотностью.
Был прихожанином храма Святителя Николая в Толмачах. В своей благотворительной деятельности руководствовался исключительно глубоким религиозным чувством и искренним желанием прийти на помощь неимущему населению при общественных бедствиях. Когда в 1830 году в Москве появилась холера, город был оцеплен со всех сторон карантином, продукты первой необходимости вследствие прекращения ввоза их из провинции начали неимоверно расти в цене, и массы населения кроме эпидемии подверглись еще ужасающей нищете и голоду, — Страхов, имея крупные запасы ржаной муки и крупы, объявил, что продает их по прежней цене, и этим до известной степени парализовал бесконечно вздуваемый другими торговцами рост цен. Не ограничиваясь этим, он в том же году бесплатно раздал наименее имущим около 5000 пудов муки, продал по половинной цене свыше 10000 пудов и пожертвовал в распоряжение образовавшегося тогда комитета оказания помощи голодающим 1000 пудов муки и более 3000 руб. деньгами.
В общей сложности помощь Страхова неимущим выразилась в 1830 году в сумме свыше 20000 руб. В течение следующих четырех лет, большей частью неурожайных и весьма тяжелых, Страхов всячески стремился не допускать чрезмерного повышения цен на продукты первой необходимости, не взирая на сопротивление со стороны других торговцев, в интересах своей выгоды противодействовавших его деятельности. И в эти годы, как и раньше, Страхов отдавал хлеб бесплатно, продавал его по половинной цене и жертвовал деньгами в благотворительные учреждения. Когда в Москве образовался комитет для призрения нищих, Страхов был избран в его члены и внёс в его кассу единовременно 5000 руб. В течение последующих лет он продолжал делать взносы и суммарно пожертвовал более 50000 руб. из собственных средств и приблизительно такую же сумму, собранную им от других лиц.
Сильный неурожай 1839—1840 годов вызвал необходимость в устройстве бесплатных столовых, и Страхов одну из них содержал на собственные средства. По полицейским записям, в столовой ежедневно питались 200 человек, подавалось мясо и рыба. В 1840 году Страхов пожертвовал 10000 руб. на постройку больницы для нищих.
С 1831 года и до конца жизни состоял членом комитета о тюрьмах. В этом качестве его деятельность направлялась на то, чтобы так или иначе помочь заключенным, их семьям и отбывшим наказание. Широкая благотворительность Страхова создала ему громкую популярность среди бедного московского населения, которое тем более ценило его деятельность, что он в сущности был человеком со средствами сравнительно небольшими.
Скончался 27 февраля (11 марта) 1842 года. Похоронен на Ваганьковском кладбище.